# Корпоративный договор
Корпоративный договор – соглашение участников о порядке управления делами и деятельностью корпорации и обеспечении их корпоративных прав и законных интересов.
Выделяются следующие преимущества корпоративных договоров:
- возможность адаптации под конкретные условиях взаимодействия участников;
- адекватная защита интересов кредиторов и инвесторов корпорации;
- конфиденциальность содержания (в отличие от устава, который доступен для широкого круга лиц);
- быстрая адаптация под изменяющиеся обстоятельства;
- возможность оперативной корректировки по сравнению с уставом и иными внутренними актами корпорации.

## Понятие корпоративного договора

### Россия
Корпоративный договор – договор об осуществлении своих корпоративных прав (договор об осуществлении прав участников общества с ограниченной ответственностью, акционерное соглашение), в соответствии с которым участники хозяйственных обществ обязуются осуществлять эти права определенным образом или воздерживаться (отказаться) от их осуществления, в том числе голосовать определенным образом на общем собрании участников общества, согласованно осуществлять иные действия по управлению обществом, приобретать или отчуждать доли в его уставном капитале (акции) по определенной цене или при наступлении определенных обстоятельств либо воздерживаться от отчуждения долей (акций) до наступления определенных обстоятельств.

### Казахстан
В законодательстве Республики Казахстан понятие корпоративного договора не закреплено. В силу принципов свободы договора и автономии воли, участники компании могут включить в договор положения, которые по их мнению важные и необходимые для обеспечения и защиты своих прав и законных интересов, достижения своих правомерных целей. Такие положения не должны противоречить установленным законом нормам права в целях защиты публичных интересов и интересов соответствующих лиц.
Для специальных хозяйствующих субъектов допускается заключения различного рода корпоративные договоры, в частности, участники (акционеры) хозяйственного товарищества (общества), являющегося венчурным фондом или лицом, для деятельности которого предоставляется венчурное финансирование, вправе заключать договор об осуществлении прав участников хозяйственного товарищества - акционерное соглашение, по которому они обязуются осуществлять определенным образом свои права и (или) воздерживаться (отказываться) от осуществления указанных прав, в том числе голосовать определенным образом на общем собрании участников хозяйственного товарищества.

### Англия
Англо-американское корпоративное право, придерживаясь либерального подхода относительно регламентации бизнес-корпораций (business corporation), позволяя членам корпорации заключать соглашения, определяющие вопросы управления, аналогичные опыту европейского права. Так, соглашения участников публичных и частных корпораций (shareholders agreement) свободно определяют их правовой статус и статус их участников, в результате соответствующего перевода получили в переводи на русский язык наименование "акционерные соглашения".
Акционерное соглашение – соглашение, заключенное между всеми или некоторыми акционерами компании, регламентирующее вопросы порядка и способа управления компанией, владения акциями и защиты акционеров.

## Виды корпоративного договора
В отечественной корпоративной практике в зависимости от организационно-правовой формы корпорации выделяются следующие виды корпоративного договора:
- акционерное соглашение – договор об осуществлении прав, удостоверенных акциями, и (или) об особенностях осуществления прав на акции (ст.32.1 Закона об акционерных обществах)[9];
- договор об осуществлении прав участников – учредители (участники) общества вправе заключить договор об осуществлении прав участников общества, по которому они обязуются осуществлять определенным образом свои права и (или) воздерживаться (отказываться) от осуществления указанных прав (п. 3 ст. 8 Закона об обществах с ограниченной ответственностью)[10].

Корпоративным законодательством допускается заключение договоров, к которым применяются правила о корпоративных договорах. Подобные договоры могут заключать кредиторы общества и иные третьи лица с участниками хозяйственного общества, по которому последние в целях обеспечения охраняемого законом интереса таких третьих лиц обязуются осуществлять свои корпоративные права определенным образом или воздерживаться (отказаться) от их осуществления, в том числе голосовать определенным образом на общем собрании участников общества, согласованно осуществлять иные действия по управлению обществом, приобретать или отчуждать доли в его уставном капитале (акции) по определенной цене или при наступлении определенных обстоятельств либо воздерживаться от отчуждения долей (акций) до наступления определенных обстоятельств (п. 9 ст. 67.2 Гражданского кодекса РФ).
В США согласно Типовому закону "О коммерческих корпорациях" (Business Corporation Act 1999) возможно заключить следующие виды корпоративных договоров:
- voting trusts – голосующий траст, согласно которому один или несколько акционеров могут создать голосующий траст и возложить на доверенное лицо обязанность голосовать или иным образом действовать в интересах доверителей;
- voting agreements – соглашение о порядке голосования;
- shareholder agreements – соглашение между акционерами корпорации о порядке корпоративного управления, соответствующее типовому закону и имеющее силу для акционеров и самой корпорации[11].

## Теории корпоративного договора
В российской правовой доктрине институт корпоративного договора имеет различное толкование.
1. гражданско-правовая сделка[12],
2. источник регулирования корпоративных отношений (нормодоговор)[13];
3. специальный договор корпоративного права[14].

### Гражданско-правовая сделка
В результате закрепление в российском законодательстве института корпоративного договора в цивилистической доктрине высказывались различные мнения относительно правовой природы данного договора.
Корпоративный договор исследуется как гражданско-правовая сделка, характеризующаяся следующим:
- распространяет свое действие только на участников, его заключивших, а не на корпорацию в целом;
- нарушение участником положений такого договора является основанием для привлечения его к договорной ответственности в виде взыскания причиненных другим участникам убытков или предусмотренной договором неустойки;
- нарушение участником корпоративного договора не порождает недействительность решений органов корпорации [16].

Сторонники данной теории придерживаются мнения о природе корпоративного договора как гражданско-правовой сделке, заключаемой по Гражданскому кодексу РФ . Нередко отмечается, что предмет корпоративного договора в силу императивности норм корпоративного законодательства должен обладать определенными границами. Следовательно, при определении законодательного механизма регулирования акционерного соглашения, кроме наличия императивных норм правового регулирования, диспозитивность основана на принципе недопущения нарушения прав и законных интересов третьих лиц и интересов самой компании (Нуртдинов Р.Г., Ростовский А. П., Лебедев И. и др.).
Соглашения об осуществлении прав участников общества (или прав, удостоверенных акциями) закрепляют права голоса на общем собрании и права на отчуждение долей или акций. При этом не предусматривается возможность участия в таких соглашениях третьих лиц и установлена их обязательность только для их участников, но не для корпорации (хозяйственного общества) в целом. Предметом акционерного соглашения не могут быть обязательства его сторон голосовать согласно указаниям органов управления общества (Суханов Е. А.).

### Нормативный договор
Корпоративный договор признается источником права (правового регулирования корпоративных отношений) и является нормативным договором локального уровня (Лаптев В. А.).
Данный договор, по аналогии с трудовыми (коллективными) либо международными нормативными договорами (ст. 5, 8, 40 и 45 Трудового кодекс РФ, ст. 3 Федерального закона от 15.07.1995 г. № 101-ФЗ "О международных договорах Российской Федерации"), может рассматриваться в качестве источника права.
Корпоративный договор не содержит встречное удовлетворение (исполнение). Целью заключения договора не выступает совершение разовых хозяйственных операций (например, передача товара, выполнение работ или оказание услуг), а является регуляция процесса корпоративного управления и порядок распоряжения акциями (долями уставного капитала), вытекающие из реализации корпоративных прав и размера участия в капитале коммерческой корпорации.
Срок корпоративного договора законодательно не ограничен, поскольку им может определяться порядок реализации прав, вытекающих из участия в корпорации (корпоративных прав), на весь период такого участия.

### Особый договор корпоративного права
Корпоративный договор - правовое явление, включающее в себя как признаки гражданско-правовой сделки, так и решения общего собрания участников (членов) корпоративной организации. Корпоративный договор - это инструмент корпоративного управления, договорной способ управления организацией, когда решение участников корпорации вместо обычного, в каждом отдельном случае обособленного друг от друга участника, принимается в соответствии с порядком, установленным в одном документе, подписанном сторонами этого договора (Андреев В. К.). 
В Законы об акционерных общества и об обществах с ограниченной ответственностью были внесены изменения, предоставляющие участникам (акционерам) этих обществ возможность заключить между собой специальный договор об осуществлении своих корпоративных прав (ч. 3 ст. 8 Закона об ООО, ст. 32.1 Закона об АО).
Корпоративный договор рассматривается как правовое средство договорного регулирования, он создает права и обязанности только для лиц, его заключивших. Не содержит положений, обязательных для всех, а только для лиц, его заключивших, и не распространяется на будущего акционера (участника) в связи с отчуждением акций (долей) участником корпоративного договора.
Корпоративные договоры отличаются от устава и внутренних документов и с точки зрения порядка их принятия: в отличие от устава и внутренних документов корпоративные договоры не утверждаются компетентными органами управления хозяйственного общества, а заключаются акционерами (участниками) общества. Изменение состава органов общества, утвердивших внутренние документы общества, не влияет на юридическую силу принятого внутреннего документа. Используя основы позитивистского понимания источника права, высказывается мнение о том, что корпоративные договоры не могут быть отнесены к источникам корпоративного права, но одновременно признаются гибким инструментом согласования интересов различных участников (акционеров) и их групп (Шиткина И. С.).

## Содержание корпоративного договора
Положениями корпоративного договора определяются:
- голосование определенным образом на общем собрании участников корпорации;
- согласованное осуществление иных действия по управлению корпорацией;
- приобретение или отчуждение доли в уставном капитале (акции) по определенной цене или при наступлении определенных обстоятельств либо воздерживаться от отчуждения долей (акций) до наступления определенных обстоятельств[23].

Корпоративный договор не может определять структуру и компетенцию органов общества, порядок принятия ими решений (это определяется законом и уставом). Вместе с тем, поскольку закон допускает изменение структуры органов общества и их компетенции в уставе (т.е. законодательное регулирование диспозитивно), то в договоре можно установить обязанность его сторон проголосовать на общем собрании за включение в устав положений, определяющих структуру органов общества и их компетенцию.
В корпоративной практике следует учитывать, что в  силу п.7 ст. 67.2 Гражданского кодекса РФ, стороны корпоративного договора не вправе ссылаться на его недействительность в связи с его противоречием положениям устава хозяйственного общества.

### Казахстан
В Казахстане в юридической литературе к «корпоративным договорам» относят учредительный договор и устав юридического лица (утверждаемый учредителями при заключении учредительных договоров и изменяемый членами корпорации на основании соответствующего корпоративного решения).
Акционерными соглашениями могут быть предусмотрены обязанности его сторон: голосовать определенным образом на общем собрании акционеров, согласовывать вариант голосования с другими акционерами, приобретать или отчуждать акции по заранее определенной цене и (или) при наступлении определенных обстоятельств,  воздерживаться (отказываться) от отчуждения акций до наступления определенных обстоятельств, осуществлять согласованно иные действия, связанные с управлением обществом, его деятельностью, реорганизацией и ликвидацией общества (ст. 46-7 Закона Республики Казахстан от 7 июля 2004 года № 576-II Об инвестиционных и венчурных фондах).
Участники хозяйственного товарищества, являющегося венчурным фондом или лицом, для деятельности которого предоставляется венчурное финансирование, вправе заключать договор об осуществлении прав участников хозяйственного товарищества, по которому они обязуются осуществлять определенным образом свои права и (или) воздерживаться (отказываться) от осуществления указанных прав, в том числе голосовать определенным образом на общем собрании участников хозяйственного товарищества, согласовывать вариант голосования с другими участниками хозяйственного товарищества, продавать долю или часть доли по определенной данным договором цене и (или) при наступлении определенных обстоятельств либо воздерживаться (отказываться) от отчуждения доли или части доли до наступления определенных обстоятельств, а также осуществлять согласованно иные действия, связанные с управлением товариществом, его созданием, деятельностью, реорганизацией и ликвидацией (ст. 46-6 Закона Республики Казахстан «Об инвестиционных и венчурных фондах».

### Беларусь
Сторонами акционерного соглашения являются акционеры. Акционерным соглашением может быть предусмотрена обязанность его сторон голосовать определенным образом на общем собрании акционеров, согласовывать вариант голосования с другими акционерами, приобретать или отчуждать акции по заранее определенной цене и (или) при наступлении определенных обстоятельств, воздерживаться от отчуждения акций до наступления определенных обстоятельств, а также осуществлять согласованно иные действия, связанные с управлением акционерным обществом, деятельностью, реорганизацией и ликвидацией этого общества.
Предметом акционерного соглашения не могут быть обязательства стороны акционерного соглашения голосовать согласно указаниям органов управления акционерного общества, в отношении которого заключено данное соглашение. К договору об осуществлении прав участников общества с ограниченной ответственностью применяются нормы ст. 90.1 Закона Республики Беларусь от 9 декабря 1992 года № 2020-XІІ «О хозяйственных обществах», если иное не вытекает из существа отношений.

### Англия
Сторонами акционерных соглашений в английском правопорядке (shareholders’ agreement) могут выступать не только акционеры, но и сама корпорация. Само по себе акционерное соглашение отчасти рассматривается как квазипартнерство внутри существующей корпорации Ebrahimi v Westbourne Galleries Ltd, 1973 AC 360 (дело о правах миноритарных акционеров).
Акционерные соглашения по правопорядку Англии имеют существенные преимущества наряду с российским правовым режимом, среди которых возможность конфиденциального заключения акционерного соглашения, а также возложение большего объема обязанностей на акционеров, нежели как это определяется в уставе корпорации. В соглашение акционеров допускается определение размера заработной платы менеджмента и порядка его пересмотра; установление ограничений прав акционеров на конкурирование с корпорацией как лично, так и через аффилированных лиц, в том числе по географии рынка; запрет акционерам на работу на ключевых постах в корпорации.
Акционерным соглашением могут быть предусмотрены такие положения, как:
- учреждение корпорации и внесение вкладов в акционерный капитал;
- вопросы корпоративного управления и порядок голосования по определенным вопросам;
- вопросы распоряжения акциями, способы разрешения корпоративных конфликтов («deadlock»).

Выделяется диспозитивный характер определения условий конкретного корпоративного договора, заключающийся в том, что предмет соглашения участников компании практически не ограничен.

### Китай
В Китае акционерные соглашения как разновидность корпоративного договора обычно содержат следующие положения:
- цель и масштаб предприятия;
- положения о прекращении действия;
- ограничительные условия;
- право назначать и смещать директоров;
- кворум для собраний совета директоров и акционеров;
- процедуры общих собраний акционеров;
- решающий голос Председателя;
- положения об уведомлении;
- положения о передаче акций (включая преимущественное право покупки);
- защиту миноритариев (в том числе, право вето) и т. д.[27].